# Pablo Maia
Pablo Gonçalves Maia Fortunato (Brasópolis, Minas Gerais, Brasil, 10 de octubre de 2002) es un futbolista brasileño. Juega de centrocampista y su equipo actual es el São Paulo Futebol Clube de la Serie A de Brasil.

## Trayectoria
Pablo comenzó a jugar al fútbol con 11 años en Independente de Limeira, equipo ubicado en São Paulo. Luego comenzó las divisiones juveniles en el Portuguesa Santista en 2016. Al año siguiente se incorporó a São Paulo Futebol Clube y realizó el resto de su formación juvenil.
En el año 2019 estuvo con la sub-17 del club, a principios de año jugaron la FAM Cup, un torneo amistoso que ganaron tras vencer a Red Bull Salzburgo en la final. Ese año tuvo un momento de destaque, fue en el partido de vuelta de la final del Campeonato Paulista Sub-17 ante Palmeiras, en la ida habían ganado 2-0, en la revancha iban perdiendo 3-0 pero Pablo convirtió un gol que permitió poner en partido al São Paulo, finalmente perdieron 4-2, fueron a penales y ganaron 6-7.
En mayo de 2021 fue convocado al primer equipo por primera vez, el entrenador Hernán Crespo lo citó para estar en el banco de suplentes contra Mirassol en la fecha 12 del Campeonato Paulista, empataron 1-1 pero no tuvo minutos. También estuvo a la orden el 2 de junio en la tercera ronda de la Copa de Brasil, jugaron ante 4 de Julho, no tuvo oportunidad de ingresar y perdieron 3-2. Durante el año no tuvo la posibilidad de tener minutos, São Paulo se coronó campeón del Campeonato Paulista 2021.
Fue en 2022 que el nuevo entrenador Rogério Ceni lo subió al primer equipo definitivamente. Debutó como profesional el 30 de enero de 2022, jugó los minutos finales contra Ituano en la fecha 2 del Campeonato Paulista 2022 y empataron sin goles.
En su primera temporada como profesional, se convirtió en el debutante que jugó más partidos en un año en la historia del club, estuvo presente en 61 encuentros.
Se lesionó a finales de abril de 2024 y tuvo que operarse, su recuperación lo dejó el resto del año sin participación.

## Selección nacional
Fue convocado por primera vez para las fechas FIFA de marzo de 2024, por el entrenador Dorival Júnior. Debutó con la Verdeamarela el 23 de marzo, ingresó en los minutos finales para jugar un amistoso contra Inglaterra en Wembley, con un gol de Endrick ganaron 0-1.

## Estadísticas
Actualizado al último partido disputado el 23 de febrero de 2025.
| Club                     | Div.          | Temporada     | Liga  | Liga  | Liga   | Estatal | Estatal | Estatal | Copas nacionales | Copas nacionales | Copas nacionales | Copas internacionales | Copas internacionales | Copas internacionales | Total | Total | Total  |
| Club                     | Div.          | Temporada     | Part. | Goles | Asist. | Part.   | Goles   | Asist.  | Part.            | Goles            | Asist.           | Part.                 | Goles                 | Asist.                | Part. | Goles | Asist. |
| ------------------------ | ------------- | ------------- | ----- | ----- | ------ | ------- | ------- | ------- | ---------------- | ---------------- | ---------------- | --------------------- | --------------------- | --------------------- | ----- | ----- | ------ |
| São Paulo F. C. · Brasil | 1.ª           | 2021          | 0     | 0     | 0      | 0       | 0       | 0       | 0                | 0                | 0                | -                     | -                     | -                     | 0     | 0     | 0      |
| São Paulo F. C. · Brasil | 1.ª           | 2022          | 32    | 0     | 0      | 12      | 2       | 1       | 9                | 0                | 0                | 8                     | 0                     | 0                     | 61    | 2     | 1      |
| São Paulo F. C. · Brasil | 1.ª           | 2023          | 32    | 4     | 0      | 10      | 1       | 0       | 8                | 0                | 1                | 8                     | 0                     | 1                     | 58    | 5     | 2      |
| São Paulo F. C. · Brasil | 1.ª           | 2024          | 3     | 0     | 0      | 11      | 0       | 0       | 1                | 0                | 0                | 3                     | 0                     | 0                     | 18    | 0     | 0      |
| São Paulo F. C. · Brasil | 1.ª           | 2025          | -     | -     | -      | 9       | 0       | 0       | 0                | 0                | 0                | 0                     | 0                     | 0                     | 9     | 0     | 0      |
| São Paulo F. C. · Brasil | Total club    | Total club    | 67    | 4     | 0      | 42      | 3       | 1       | 18               | 0                | 1                | 19                    | 0                     | 1                     | 146   | 7     | 3      |
| Total carrera            | Total carrera | Total carrera | 67    | 4     | 0      | 42      | 3       | 1       | 18               | 0                | 1                | 19                    | 0                     | 1                     | 146   | 7     | 3      |
| 1. 2.                    |               |               |       |       |        |         |         |         |                  |                  |                  |                       |                       |                       |       |       |        |

## Palmarés

### Títulos nacionales
| Título              | Club            | País   | Año  |
| ------------------- | --------------- | ------ | ---- |
| Copa de Brasil      | São Paulo F. C. | Brasil | 2023 |
| Supercopa de Brasil | São Paulo F. C. | Brasil | 2024 |

### Títulos regionales
| Título              | Club            | País   | Año  |
| ------------------- | --------------- | ------ | ---- |
| Campeonato Paulista | São Paulo F. C. | Brasil | 2021 |